# Korea a Japán Birodalom részeként
Korea két hét híján 35 éven át volt a Japán Birodalom része, hivatalosan 1910-től 1945-ig. Ekkor még határok tekintetében az 1948-ig számított egységes Koreáról beszélünk. A japán gyarmati uralom Korea történelmének egyik legmeghatározóbb korszaka volt, és a múltból visszamaradt traumák a mai napig befolyásolják nem csak a koreai lakosság Japánról alkotott véleményét, de a politikai életet, gazdaságot, és ehhez mérten a médiát is.
A folyamat, amelynek következtében Japán protektorátussá tette Koreát 1876-ban kezdődött, és egyenlőtlen szerződések és egyezmények sorozata vezetett az 1910-es megszállásig.

## Előzmények

### Korea és Japán megszállás előtti kapcsolata, a Japán-ellenesség fogalma
Korea és Japán kapcsolata évszázadok óta konfliktusokkal terhelt, ugyanakkor Korea 1910-es annektálása szempontjából történelmi előzményként az Imdzsin-háború, aminek során Tojotomi Hidejosi japán sógun, Korea belpolitikai megosztottságát kihasználva 1592-ben lerohanta az országot. Bár az invázió eredeti célpontja nem a Koreai-félsziget, hanem a Ming-Birodalom volt, mégis ezen lépésének eredményeképpen alakult ki Koreában a Japán-ellenesség fogalma, amely a mai koreai gondolkodásra Észak-, és Dél-Koreában is hatással van. A háború egészen 1598-ig tartott, hatalmas károkat hagyva maga után a Csoszon Királyságban. Nem csak emberveszteségek és épületrongálódások sújtották az országot, de nagyon fontos ősi koreai dokumentumok is megsemmisültek. Ez azt jelentette, hogy ezzel együtt az ország régi emlékei örökre elvesztek. A Japán-ellenesség jelképévé vált továbbá I Szunsin, aki erőhátrányban semmisítette meg a japán hajókat a hanszan-szigeteki tengeri ütközetben.

### Imo-incidens
1875-ben, hogy a Japán Birodalom kierőszakolta három koreai kikötő megnyitását, megtámadta a Csoszon Királyság Kanghvado szigeti erődítményeit. A japán császári haditengerészethez tartozó Unjo hadihajó figyelmeztető jellegű támadása után további két hadihajóból és három csapatszállító hajóból álló „követséget” küldött a koreai udvarhoz, hogy kierőszakolja Csemulpho, Puszan, és Vonszan kikötő megnyitását. Így 1876 holdnaptár szerinti második hónapban aláírták a koreai udvar képviselői aláírták azt a szerződést, amellyel megnyílt a három kikötő, és biztosítva lett a japán alattvalók területenkívülisége és áruik vámmentessége. A külföldi kereskedők beözönlésével növekedett a gazdasági válság. Az országos elégedetlenséget növelte, hogy a koreai kézművesség helyzete rosszabbodott, és a nagybirtokos réteg, – hogy növelje a mezőgazdasági termékek exportjának arányát – kizsákmányolta a parasztságot. A királyi hadsereg homokkal és agyaggal kevert rizsen élt, zsoldjukat egy egész éven át nem kapták meg. Ennek következtében 1882. július 23-án katonai felkelés tört ki (Imo-incidens).

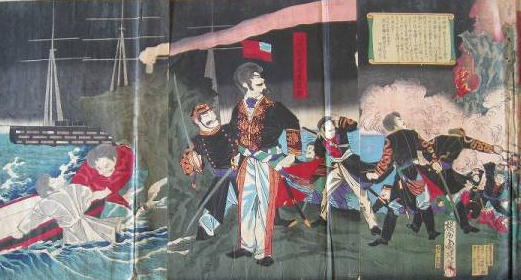
1882-es koreai felkelés — fametszet Csikanobu Tojoharától, 1882

Szon Szungil vezetésével a katonák és elégedetlen polgárok a japán képviselet épületéhez mentek, és felgyújtották azt. Ezután a királyi palotához mentek és távolítottak el számos minisztert. A japánbarát kormány helyett egy új kormány létrehozatalát kísérelték meg. Élére – önkényesen – Hungszon tevongunt helyezték. A Japán Császárság erre reagálva háborúval fenyegette meg az újonnan alakult kormányt, amit elkerülve 1882 augusztusában aláírták az incshoni szerződést, melynek V. pontja szerint Japán csapatokat küldhet Szöulba, akiknek ellátása a Csoszon Királyság feladata. A hétszáz fős japán katonai egység bevezénylésének hivatalos oka „megvédeni saját állampolgárait”. Az egyezmény továbbá kötelezte a koreai kormányt, hogy küldjön követeket Japánba bocsánatkérés céljából, nyissa meg a janghvadzsini kikötőt, és, hogy engedélyezze a japán hivatalnokok szabad működését az országon belül. A felkelés közben megölt japán állampolgárokat tiszteletadással eltemették, a felkelés vezetőit kivégezték. A tevongun kormánya megígérte, hogy saját költségén újjáépíti a japán képviselet leégett épületét és kárpótlásként fizet 500 ezer jen hadisarcot a Japán Birodalomnak.  

### Kínai befolyás és a kínai-japán ellentétek fokozódása
Kodzsong király felesége (Min királyné) és családja a kínai udvartól kért segítséget a tevongunnal és a japánokkal szemben. A háromezer fős, Kínától kapott egységgel megbuktatták a tevongunt és kormányát, hogy visszaállítsák a kínai hatalmat (később a kínai egység Koreában maradt, hogy szemmel tartsa a Hanabusza Jositada kísérete miatt küldött kétszáz japán katonát és a japán befolyás alakulását). A tevongunt letartóztatták, és Paotingbe helyezték életfogytig tartó rabságba. Míg a koreai kormány az incshoni szerződés megkötésével volt elfoglalva, addig a főváros keleti részeiben kínai hatóságok törtek be váratlanul lakóházakba, 170 személyt letartóztatva. A független ország nevében 10 embert végeztek ki, a többit koreai hatóságoknak adták át további kihallgatások és nyomozások céljából. Japán részről nem történt az eseményre való reakció, ugyanakkor a koreai kormány két magas rangú hivatalnokot küldött Pekingbe, hogy "megköszönjék" a Mennyei Birodalomnak. 1882 szeptemberében létrejött a koreai-kínai megállapodás, melyben Kína megerősítette Korea hűbéri függését. A kínai függéssel szemben létrejött fiatal arisztokratákból álló (jangban családokból származó) liberális Reformpárt, ami Kim Okkjun vezetésével vissza akarta szorítani a kínai befolyást (úgy, hogy közben a jó kapcsolatokat Kínával fenntartja), és az elmaradott Koreát a japán modernizáció eszközével fellendíteni. Mire 1884. áprilisában Kim Okkjun visszatért Szöulba, a Kína-ellenes emberek száma megnőtt, és a feszültség egyre elviselhetetlenebb lett (az 1883 végi amerikai-koreai kapcsolatfelvétel és az amerikai és német tanácsadók látogatása a királyhoz csak olaj volt a tűzre). Takezoe Sinicsiró miniszter és Kim Okkjun októberi találkozásával úgy tűnt Japán hajlandó még jobban támogatni a pártot. Kim a Min család reakciójától félve jobbnak látta először lépni, ezért 1884. december 4-én a párttal palotaforradalmat indított, majd reformprogramját megfogalmazva kormányt alapított (érdekes módon a japán kormány csak december 11-én hallott először a puccsról). A kínai katonaság és a japánellenes szöuli lakosság december 6-ra feloszlatta a pártot, megmaradt tagjai és japán segítői pedig Japánba (Takezoe Incshonba) menekültek. Inoue Kaoru hozta ki Takezoét (kit később leváltottak) Koreából, miután felmérte a japán polgárokat ért károkat és szerződésben megkapta Koreától a kárpótlást (bocsánatkérés a királytól, 110 ezer jen az áldozatok családjainak, gyilkosok megbüntetése, stb.). A Japánban egyre fokozódó Kína-ellenesség és a Szöulban történtek miatt szükségessé vált egy új, Kína és Japán közti békés megállapodás megkötése. 

### Kínai-japán ellentétek kiteljesedése
Az 1885 áprilisában aláírt tiencsini egyezmény értelmében Japán és Kína kivonta csapatait a Koreai-félszigetről (600 japán és 2000 kínai katonát), a szöuli eseményekért felelős kínai vezetőket kellően megbüntették, jóvátételt kaptak a károsult japán polgárok Koreában, és biztosíték született, hogy soha többé ne történjen hasonló. Ezt a szerződést az 1893-as Tonghak-lázadás törte meg, mikor a szöuli udvar – ismét – Kínától kért segítséget a lázadás leverésében. Ez persze megtörte a tiencsini szerződésben foglaltakat, ezért Japán négyezer fős katonai egységet menesztett Koreába. 1894 augusztusában kezdetét vette az első kínai-japán háború, mi Kína vereségével ért véget. A háborút lezáró simonoszeki békeszerződésben (1895. április) Kína lemondott Korea feletti befolyásáról. Az akkori japán miniszterelnök, Itó Hirobumi úgy vélekedett, hogy Korea nem tud saját maga reformokat végrehajtani (ezt az állítását a Tonghak-parasztlázadással lehetne indokolni), ezért azt a „legerősebb” országnak felügyelete alá kell vonnia, vagy be kell olvasztania. Immáron a mérleg a japán befolyás felé billent.

### Min királyné meggyilkolása és a koreai befolyásért való harc
Az egyre nagyobb japán nyomás hatására Min királyné vezetésével a nacionalista koreai nemesség kibuktatta a kormányból a japánbarát minisztereket. Válaszul, 1895. október 8-án Miura Goró bérgyilkosokat fogadott föl, és megölette Min királynét, testét pedig elégettette. Miura bábkormányt alakított ki (Kodzsong királyt pedig őrizetbe helyezte). A nemzetközi elégedetlenség hatására a japán kormány bíróság elé helyezte Miurát, de bizonyíték híján felmentették. A japánellenesség fokozódott, és a koreai nemesség az oroszokhoz fordult támogatásért (a kínaiak helyett). A nemesek a királyt az orosz követség épületébe szöktették. Megtörtént az orosz kapcsolatfelvétel, amely során Oroszország 3 millió jen kölcsönt adott a japán adósságok visszafizetéséhez, tanácsadókat és kiképzőtiszteket helyezett Koreába (az oroszok csak egy háromezer fős koreai hadsereg felállítására adták az áldásukat). Kodzsong király önálló palotát építtetett és 1897-ben felvette a császári címet (így egy rangban állt a japán császárral). Ezzel Koreai Császárság lett az ország neve. Az orosz barátság akkor vett száznyolcvan fokos fordulatot, mikor a régi orosz követet lecserélték Alexis de Speyer követre, aki a cári csapatok általi megszállást szorgalmazta az ország északi részén. A koreai kormány nem kért többet Oroszország segítségéből, s a kiképzőtisztek, tanácsadók és Speyer követ elhagyta az országot (Oroszországnak nem érte volna meg megkockáztatni Korea birtoklását a lehetséges Japán konfliktus miatt). Többé Korea nem tudott megbízni az oroszokban, s lényegében magára maradt a térségben.
Korea északi részén a jelentős mértékű erőforrások kiaknázásának lehetőségére több ország is felfigyelt. Az amerikaiak, franciák, oroszok, angolok mind be akartak fektetni. Ezek közül az amerikaiak vasútvonal kiépítési szándéka emelhető ki, melynek jogát 1898-ban átadták a japánoknak. Ekkorra a japánok kezébe került a mai Dél-Korea területének távíró-hálózata, két vasútvonal, a bányaipar legnagyobb része, valamint a tengeri partszakasz halászati koncessziói is.
Az orosz-japán kapcsolatok kiélesedésével a Koreai-félszigetnek központi (pontosabban – később – stratégiai) szerepe lett a két ország kapcsolatát illetően. Az orosz cár azzal az ajánlattal lépett elő a japán kormánynak, hogy a Koreai-félszigeten a 39.szélességi foktól az északi határfolyókig alakítsanak ki egy semleges zónát, amivel el tudnák választani a két ország érdekszféráját. A Japán Birodalom nem engedélyezte, s ezzel 1904-ben kitört az orosz–japán háború. Japán aláíratta Koreával a szabad csapatmozgásokról szóló egyezményt a Koreai-félsziget területén, ezzel még közelebb húzva magát Koreához. Az 1905. májusi orosz vereséget követően a félsziget Japán befolyása alá került.

## Protektorátusi szerződés aláírása
Itó Hirobumi a japán kormány megbízásából a koreai állami hivatalokba japán tanácsadókat helyezett el, és a japán csendőrségnek teljhatalmat adott. 1905. november 17-én aláíratták azt a protektorátusi szerződést, mely szerint:
1. „A japán kormány tokiói (külügy)minisztériumán keresztül a jövőben ellenőrizni fogja Korea külügyeinek irányítását. Ezentúl Japán diplomáciai és konzuli képviselőit fogják megbízni Korea külföldi államokban lévő alattvalóinak és érdekeinek védelmével.
2. A japán kormány köteles figyelemmel kísérni a Korea és más hatalmak közt jelenleg fennálló szerződések teljesítését. A koreai kormány kötelezi magát, hogy mostantól fogva semmiféle nemzetközi jellegű egyezményt nem köt és semmi ilyen kötelezettséget nem vállal másképp, csakis a japán kormány közvetítésével.
3. A japán kormányt őfelsége a koreai császár udvaránál főmegbízott fogja képviselni, aki Szöulban tartózkodik, s akinek főleg olyan ügyek irányítása a feladata, amelyek diplomáciai kérdésekkel kapcsolatosak.
4. A Korea és Japán között mostanáig megkötött szerződések és egyezmények továbbra is érvényben maradnak, azok kivételével, amelyek ellentmondanak a jelen szerződésnek.
5. A japán kormány kezeskedik a Koreai Császári Ház biztonságáról és nagyságának tiszteletben tartásáról.”[9]

Később megalakult I Vanjong, volt oktatásügyi miniszter (Koreában a mai napig a nemzet árulójának tartják[forrás?]) bábkormánya, ahol a kül- és belügyekért Itó Hirobumi volt a felelős. Itó hatalma alá tartozott továbbá a koreai japán egység (Kankoku csuszacugun), a csendőrség, és a koreai rendőrség is. Kodzsong király még követeket küldött Hágába, hogy segítséget kérjen a békekonferencián ülésező nagyhatalmaktól, de a misszió sikertelen volt. 1907-ben a király lemondott, és Szundzsong trónörökös vette át a helyét, akit bábként mozgatott a japán vezetőség. A koreai minisztériumokban eddigre már mindenhol japán miniszterhelyettesek ültek.[forrás?]

## Koreai ellenállás 1910 küszöbén
Korea 1910-es megszállásáról szóló szerződéskötését megelőzően több országos demonstrációra került sor. Szervezetlen – főleg parasztokból és volt katonákból álló – japánellenes csoportok jöttek létre, amelyek az Imdzsin háború egységeihez hasonlóan az übjong (위병, az igazság harcosai) nevet viselték. Legkiemelkedőbb esemény az 1909. október 26-ai merénylet, mikor a harbini vasútállomáson egy koreai aktivista, An Dzsunggun lelőtte az Oroszországgal tárgyalni kívánó Itó Hirobumit. An Dzsunggunt a mai napig mindkét Koreában nemzeti hősnek tekintik, és a japánellenesség jelképévé vált.

## Japán általi megszállás formálissá tétele

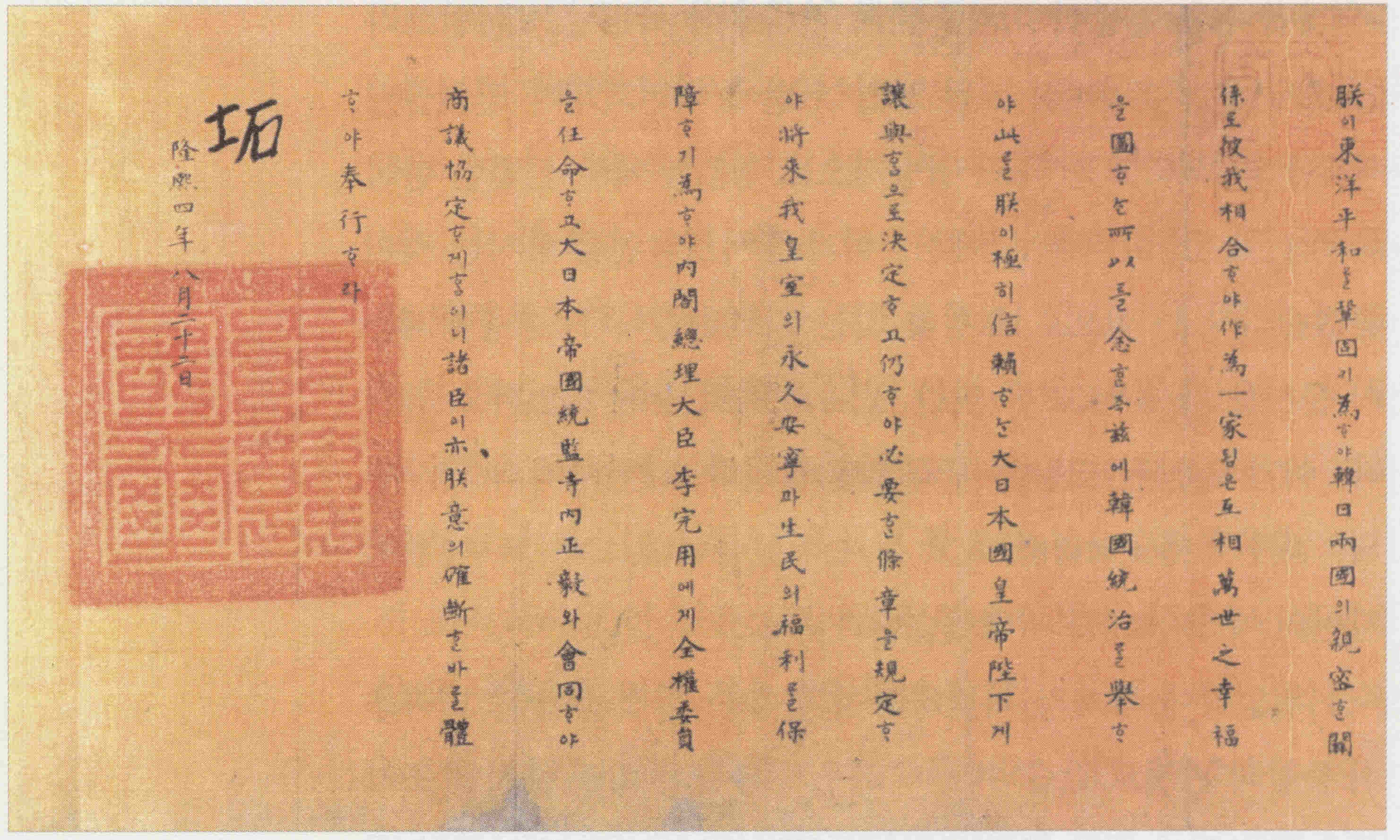
A szerződés, Szundzsong király által lepecsételve, de nem aláírva.

Most, hogy se kínai, se orosz hatalmak nem állták Japán útját, és a nyugati nagyhatalmak sem tiltakoztak (sőt, úgy vélték a fejlett országoknak joguk van uralkodni a fejletlenebb felett, mert ez javára válik a gyarmatnak is, és a gyarmattartónak is) 1910. augusztus 22-én a Japán Birodalom formálisan is annektálta a Koreai-félszigetet. A szerződést I Vanjong, Korea miniszterelnöke és Teraucsi Maszatake írták alá. Ezt követően hatalmas ellenállás bontakozott ki az ország különböző pontjain, de a koreai helyőrség (később koreai hadsereg/csoszen-kun) aktivitása miatt a függetlenségi mozgalom Mandzsúria területén teljesedett ki. Vezetője Sin Csheho lett. A japánellenesség dübörgött, és előkerültek a régmúltból olyan nemzeti hősök, mint I Szunsin vagy Uldzsi Mundok.

## 1919. március elsejei megmozdulás
A japán elnyomás ellen azért nem tudtak a koreai nacionalisták hatékonyan és egységben fellépni, mert véleményük annak mikéntjéről merőben eltért. Vagy nyugati reformokkal felfegyverkezve szerettek volna küzdeni, vagy a konfuciánus értékekhez és koreai tradíciókhoz visszanyúlva ellenállni, vagy megint mások a marxista ideológia felhasználásával szerettek volna fellépni. Ugyanakkor Kodzsong császár temetése elő tudta készíteni a hátterét egy felkelésnek.
A Koreai-félsziget függetlenségi törekvései 1919. március 1-jén (Szamil undong, Március elsejei mozgalom) bontakoztak ki, mikor Kodzsong császár temetésének alkalmából hatalmas tömeg gyűlt össze a fővárosban. Kiadták a függetlenségi nyilatkozatot, melynek harminchárom aláírója (főleg civil és vallási, magas pozícióban levő személyek írták alá), később önnön elhatározásból adta fel magát a japán seregnek. A nyilatkozat kimondta Korea függetlenségét, annak más országokkal való egyenértékűségét. A tüntetések vidékre is kiterjedtek, és a mozgalom egyre nagyobb méreteket öltött (a fővárosban körülbelül 300 ezren tüntettek). Az utcára kivonuló tömeg nemzeti lobogóval a kezében a „Tehan Minguk mansze” mondatot kántálva haladt. A japán, Koreába küldött katonai egységek és a koreai hadsereg gyorsan felszámolta a megmozdulást. A megtorlás hatalmas méreteket öltött. 47 ezer embert tartóztattak le (Szodemun börtöne a koreai Terror Háza lett[forrás?]), vetettek börtönbe, és körülbelül 7500 embert ítéltek halálra. A fogvatartottak között volt az 5 év börtönre ítélt, majd egy évre rá kínzásokban meghalt Rju Gvanszun is, aki a megmozdulás egyik szervezője volt.

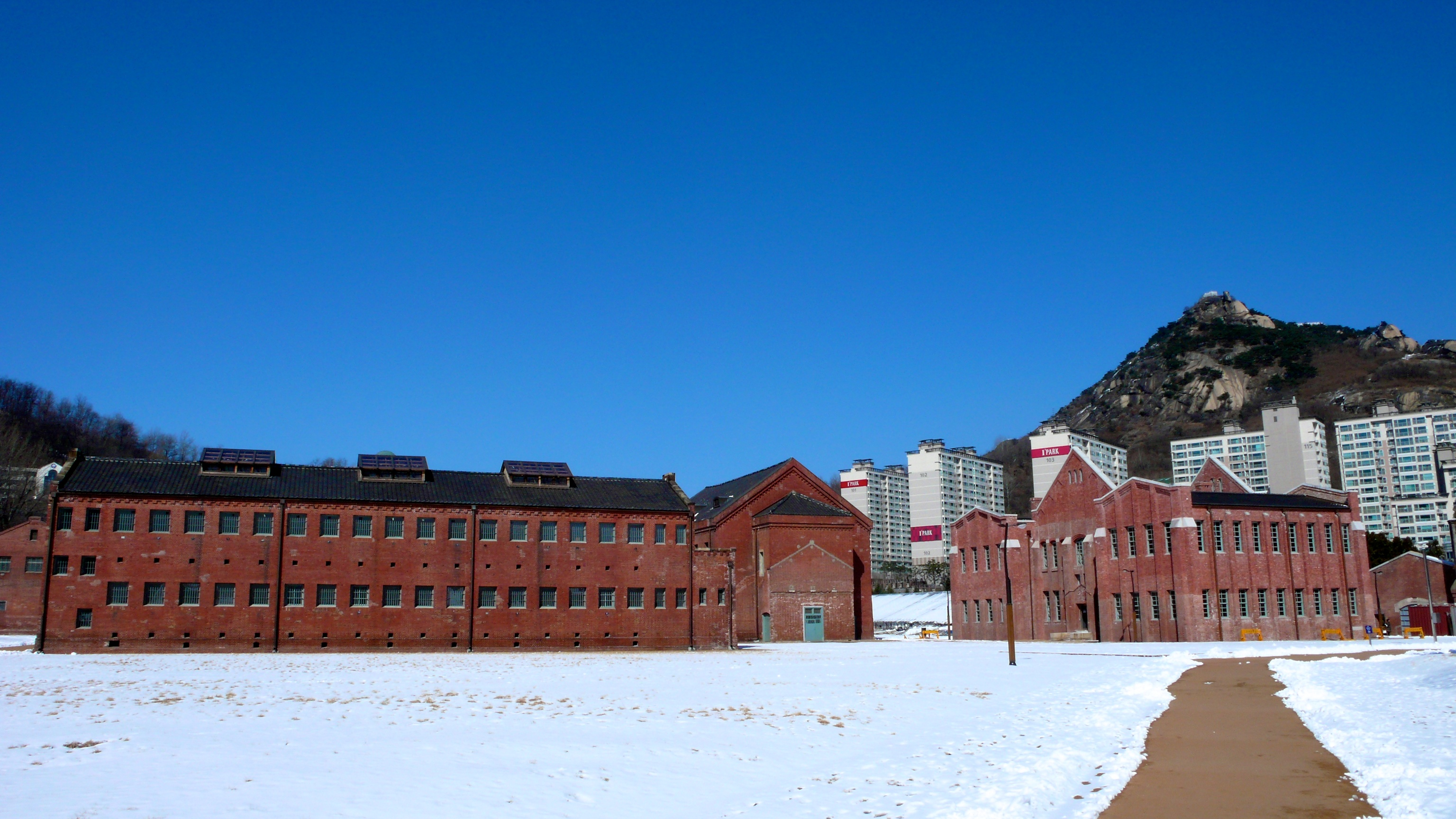
Barakkok Szodemunnál

Megindult a migráció az Orosz Birodalom (később Szovjetunió) és a Kínai Császárság felé. A katonai elnyomás hatására három ideiglenes kormány alakult, mind különböző helyeken. Az egyik Vlagyivosztokban, a másik Sanghajban, és a harmadik Szöulban. Végül a kormányok vezetői úgy döntöttek, egyesítik erőiket, és ezzel Sanghajban (ahol a legbiztonságosabb volt) megalakult az Li Szin Man vezette ideiglenes kormányzat, amely 1919 szeptembere és 1945 között, Korea függetlenedéséig működött, s hagyatéka a mai napig észrevehető a koreai politikában. A kormányzat megalakulásával Koreai Császárság helyett az országnak a Koreai Köztársaság (Tehan Minguk) nevet adták. Az elnevezést Dél-Korea 1948-tól használja, s politikai gyökereit is az ideiglenes kormányzatig vezeti vissza.[forrás?]
Az eseményeket az 1926-os Arirang című film dolgozza föl, minek rendezője maga élte meg az eseményeket.

## Függetlenségi harcok, merényletek
1919 után több függetlenségi harcra is sor került. 1920-ban megalakult a Cshö Horim és Kim Hicshon vezette Szolbatkvan (솔밭관) nevű hadsereg, mely a Poszjet-régióban mért támadást a japánokra. Júniusban Hong Dzsvadzsin parancsnok indított támadást a megszálló seregre, majd egyesülve Kim Dzsvadzsin csapataival októberben, győzelmet tudott aratni a japánok fölött. 1921-ben a szovjet polgárháború (fehérgárdista csapatok is voltak a koreai függetlenségi seregben) és a japán megtorlóhadjáratok miatt lecsendesedtek a függetlenségi törekvések.[forrás?]

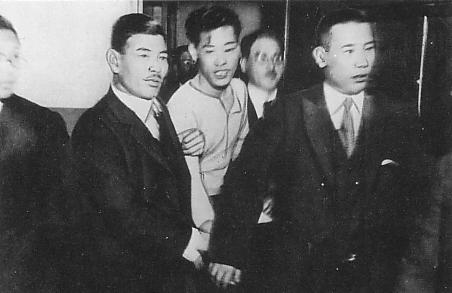
I Bongcshang letartóztatása

A következő 1919-hez hasonló megmozdulás 1926. június 10-én történt Szundzsong császár temetésének alkalmából. A fővárosban körülbelül 250 ezer ember gyűlt össze. Az eleinte nem tüntetés céljából összegyűlt tömegben hazafias diákok osztogatták a függetlenséget hirdető röpcédulákat. A tömegben általános zavar keletkezett, de a hatóságok gyorsan megszüntették és kiemelték a zavart keltő vezetőket. Ezután többször is megkísérelték meggyilkolni a japán főkormányzót. 1928 júniusában az Amnok-hídra helyezett bombát egy merénylő, mivel úgy értesült, hogy a főkormányzó vonata éppen azon a hídon fog áthaladni. A merényletet annak bekövetkezte előtt elhárították.[forrás?]
A koreai függetlenséget 1932 évében többször is vissza szerették volna állítani. Először januárban kísérelt meg I Bongcshang a Szakurada kapunál kézigránátot dobni Hirohito japán császárra, de elvétette dobását. Csak egy testőr sérült meg az incidensben. A következő merénylet áprilisban történt, mikor Jun Bonggil koreai függetlenségi harcos – ugyanúgy – kézigránátot dobott a sanghaji Hungkou parkban a császár születésnapját ünneplő tömegbe. Többen súlyos sérüléseket szenvedtek, továbbá meghalt Sirakava Josinori japán tábornok és egy magas rangú kormánytisztviselő, Kavabata Szadadzsi (河端貞次) is. Mindkét merénylőt halálra ítélték.[forrás?]

## A koreai nép helyzete és a 731-es alakulat
1910 és 1945 között a koreaiak – amennyire tudtak – kultúrájuk megőrzésére törekedtek, habár ez kicsit sem volt egyszerű. A japán vezetőség megtiltotta a koreai nyelv és történelem tanítását, ezért a korban sok történelmi dokumentum semmisült meg. A népet kötelezték a japán név felvételére (Szósi-kaimei eljárás), és arra, hogy japánul beszéljenek. Az iskolákban a tanítás csak japánul folyhatott. Sok koreai gazdának vették el a földjét vagy kényszerítették, hogy a termésből adózzon Japánnak. Koreai kézben levő vállalkozásokat és épületeket tulajdonítottak el, mit később katonai vagy állami célokra használtak.
Japán az 1919-es megmozdulás után a kemény kritikákra válaszolva valamivel könnyített elnyomó szabályozásán. Megengedte néhány koreai könyv és újság publikációját, és a japán kormány támogatni kezdte az oktatásügyet, infrastruktúrát és kormányhivatalok építését. A háttérben viszont ugyanúgy Japán mozgatta katonai erőivel a szálakat. Erre kiváló példa a 731-es alakulat megléte, melynek legismertebb alakja Isii Siró. A 731-es alakulat a Japán Császári Hadsereg titkos biológiai és vegyi hadviselési egysége volt, ami tömeges emberkísérleteket és népirtást folytatott.[forrás?]

## Második világháború és függetlenedés
A Japán Császárság második világháborúban való részvételével a háborúból Csoszonnak is ki kellett vennie részét. A Koreai-félsziget területén állították elő a fegyverek és eszközök egy részét, mellyel egyenes arányban nőtt a hadsereg szükségleteit ellátó kohászat, kitermelőipar, vegyipar, és áramtermelés mértéke is. Bevezették az általános munkaszolgálatot (több százezer koreait hurcoltak Japánba), és egyre többen vonultak be a koreai hadseregbe, ami a császári haderő részét képezte. 1940-ben 145 ezer fő, 1941-ben már 250 ezer fő volt tagja. Ezzel egyidőben ellenállását kifejezve az ideiglenes kormányzat hadat üzent az újonnan megalakuló Felszabadító Hadsereggel a Japán Birodalomnak és Németországnak is. 1943 végén Franklin Roosevelt, Winston Churchill és Csang Kaj-sek megállapodott, hogy a Koreai-félsziget „megfelelő időben” függetlenedni fog. Ehhez később Sztálin is áldását adta. 1945 februárjában Sztálin ígéretet tett, hogy a szovjet csapatok is bekapcsolódnak a távol-keleti harcokba. A potsdami konferencián a résztvevő hatalmak megállapodtak, hogy a Koreai-félszigetet két megszállási övezetre osztják. A 38. szélességi foktól északra a szovjet csapatok, délre az amerikai egységek vonulnak be és fegyverzik le a japán megszálló sereget. A szovjetek minél közelebb értek Szöulhoz, a Koreában lévő japán kormányfő, Abe Nobujuki annál jobban lett kompromisszumkész a függetlenségpártiakkal. Először Szong Dzsinut, majd elutasítása után Jo Unhjongot (여운형) kérte meg az Ideiglenes Közigazgatási Bizottság vezetésének feladatával. Jo Unhjong cserébe a politikai jogok visszaállítását, politikai foglyok szabadon bocsátását, és egy koreai rendvédelmi egység felállítását kérte. Az ajánlatot mindkét fél elfogadta, ezzel megalakulhatott a Koreai Függetlenséget Előkészítő Bizottság, mely később a kormány szerepét töltötte be. Kikiáltották a Koreai Népköztársaságot.
Az amerikaiak Japán megszállása után Korea felé vették az irányt, mivel onnan kommunista szervezetek alakulásáról kaptak hírt. Douglas MacArthur parancsára törvényen kívül helyezték az új kormányt, és az élre – újra – a japán főkormányzót helyezték. Utóbbi intézkedését a tömeges tiltakozás miatt azonnal visszavonta. Az északi, kommunista részben sorra államosították az előzőleg japán kézben levő gyárakat és vállalatokat. Így, hogy a délen hazaárulóknak tartott Kommunista Párt nem tudott népszerűségre szert tenni, csak északon tudott kibontakozni, és ezzel a Koreai-félszigeten két központ alakult ki, Phenjanban az Észak-koreai Kommunista Párt és Szöulban a Koreai Köztársaság.[forrás?]

## Naiszen ittai
A „Naiszen ittai” (内鮮一体) jelentése „Korea és Japán egy test”. Japán úgy próbálta elviekben legitimálni gyarmatosító lépését, hogy a koreai népet és kultúrát közös gyökerektől származtatta, így azt újra egy nemzetté (egy testté) formálni nem számított „bűnnek”. Ezért is beszélnek inkább a japánok „integrálásról”, mintsem „gyarmatosításról”. Japán azzal a lépésével, hogy megengedte a koreai fiatalságnak, hogy megvédjék a birodalmat (azaz beléphettek a katonaságba), nagy lépést tett a „Naiszen ittai” felé.
A megszállást követően Korea lakosságának véleménye Japánról igen megosztott volt. Míg a japánpártiak (sin-nicsiha, 親日派) abban bíztak, hogy „igazi japánná” tudnak válni, addig voltak a japánellenesek (han-nicsiha, 反日派), akik abban hittek, hogy Korea megváltása csak etnikai önmeghatározás útján, függetlenedésben érvényesülhet. A harmadik csoport valahol e kettő szélsőség között volt (haiiro szonzai). A koreaiak többsége a korban bár a megszállás elleni vagy semleges álláspontot foglalta el, de akadtak olyan csoportok is, akik arra törekedtek, hogy Japán teljesen egyenrangúként kezelje a koreaiakat (pl. katonaságban). Az 1931-es mandzsúriai incidenst követően történt koreai-japán közeledés hatására az utóbbi csoport száma növekedett, és elindult a szándék afelé, hogy a koreai nemzeti érzelmeket Japán gyarmatosító missziójával kössék össze.[forrás?]

## A megszállás hatásai
A megszállásnak nem csak gondolkodásbeli hatása volt, de számos olyan eseménysorozatot indított el, amivel indokolható például a Koreai-félsziget megosztottsága is. Kim Ir Szen, a későbbi észak-koreai diktátor családja a megszállás és országos éhínség hatására költözött Mandzsúria területére, és a kínai Csilinben a Jüven Középiskola diákjaként csatlakozott az ott működő titkos marxista szervezethez. Az észak-koreai dokumentumok alapján ő maga volt a Pektuszan vidékén létrejövő japánellenes csapatok egyik vezére és alapítója. 1942-re Kim Ir Szen a Vörös Hadsereg kapitányi pozíciójáig emelkedett. Ekkor vette fel az Ilszong utónevet, ami „Japánt legyőzőt” jelent (cirill betűs átírásban vált Ir Szenné). A japán megszállás hatására döntöttek úgy a potsdami konferencián részt vevő nagyhatalmak, hogy a Koreai-félszigeten két nemzet beavatkozására van szükség, ezzel két eltérő ideológiájú félszigetet létrehozva, mi később a koreai háborúhoz vezetett.

## Megszállás utáni dél-koreai–japán kapcsolat
A bocsánatkérés japán részéről nem azonnal történt. A három évtizedben, ami követte a megszállást, Japán próbálta helyrehozni szomszédjaival kapcsolatait. A probléma viszont a japán bocsánatkéréssel az, hogy egyrészről a szomszédok számára nem elég kielégítő, másrészről Japán úgy véli, hogy ha el is ismerné teljes mértékben történelmi hibáit, újabb és újabb vádak alá kerülne, és nem születne tényleges megbékélés.[forrás?] Japán az akkori katonai vezetőséget és civil szövetségeseit hibáztatja a történtekért, s a társadalom többi részét csak áldozatnak tartja. Az 1950-es és 1960-as években a Kínai Népköztársaságnak is célja volt rendbe hozni Japánnal, ha nem is politikai, de gazdasági kapcsolatait, ezért elfogadta ezt az álláspontot. A japán történelemtankönyvekben is „helytelen háborúnak” van címezve az, amit az agresszió hatott át nem csak szomszédjai felé, de a japán polgárok felé is.[forrás?]
Korea és Japán kapcsolata Kínáénál már bonyolultabb. Az 1950-es és 1960-as években készült dél-koreai történelemkönyvek megkérdőjelezik a megszállás legalitását, politikai elnyomásról, a nép helyzetének ellehetetlenítéséről, Korea gazdasági kiaknázásáról írnak. Kora hősei azok a japánellenes ellenálló mozgalmakat vezető személyek voltak, akik az 1945-ös „felszabaduláshoz” vezettek. A dél-koreai 1961-es katonai puccs után már a koreai emberek „Japán fölötti győzelmét”, „saját erőből való függetlenedését” emeli ki a kormány. Ezzel szemben Pak elnök csodálta a Meidzsi-restaurációs modellt, s követendő példának tekintette ahogy Japán a háború után talpra tudott állni. Dél-Korea Észak-Koreától baráti köteléket nem várva Japán felé kezdett közeledni. A japán külügyminiszter „mély bűnbánatot” fejezett ki a múlt iránt, de Dél-Koreát inkább az érdekelte, hogyan fog Japán kárpótlást nyújtani a múltban történt károkért. Egyezség született, miszerint Japán lemond a japán tulajdonokról, amit Koreában hagyott 1945-ben és megígérte, hogy a jóvátétel helyett segít helyreállítani Dél-Korea gazdaságát. Japánnak azért is volt fontos megőriznie Dél-Koreával a jó viszont, hogy az határt tudjon képezni kommunista szomszédai és önmaga közt.
A II. világháború alatt a koreaiak vigasznővé kényszerítése különösen kényes kérdés lett napjainkban. Míg a koreai propaganda csakis a japánokat, illetve a japán hadsereget hibáztatja a sok nő és lány elhurcolásáért vigasznőnek, addig ez a probléma annál sokkal összetettebb. Több vigasznő bevallása szerint nem japánok vagy a japán hadsereg hurcolta el őket (ugyanez elmondható az amerikai csapatokra), hanem saját családjuk adta el őket pénzért cserébe, vagy egy koreai kerítő tette ugyanezt.[forrás?] Máig több volt vigasznő pereli saját kormányát az emberi méltóságok megszegése miatt, mert a dél-koreai kormány az 1960-as és 1970-es években szexuális célzatú kereskedelmet folytatott az amerikai állomásozó sereggel, és kényszerítette őket, hogy prostituáltként dolgozzanak.

## Filmek, televíziós sorozatok
- Arirang (1926)
- Madam Oh (1965)
- Femme Fatale: Bae Jeong-ja (1973)
- Mulberry (1986)
- Modern Boy (2008)
- My Way (2011)
- Bridal Mask (2012, televíziós sorozat)
- A bérgyilkosság (2015)
- The Silenced (2015)
- Az utolsó hercegnő (2016)
- Árnyak ideje (2016)
- Love Lies (2016)
- Spirits' Homecoming (2016)
- A szobalány (2016)
- Chicago Typewriter (2017, televíziós sorozat)
- Battleship Island (2017)
- Anarchist from Colony (2017)
- Mr. Sunshine (2018, televíziós sorozat)
- The Battle: Roar to Victory (2019)
- Infinity Challenge 506., 507., 512. (másodig fele), 513. epizód
- 1 Night 2 Days 3. évad 115. rész